# 人民力量革命 (2001年)

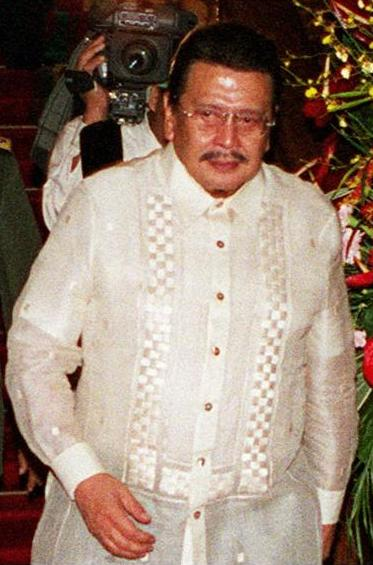
時任菲律賓總統艾斯特拉達

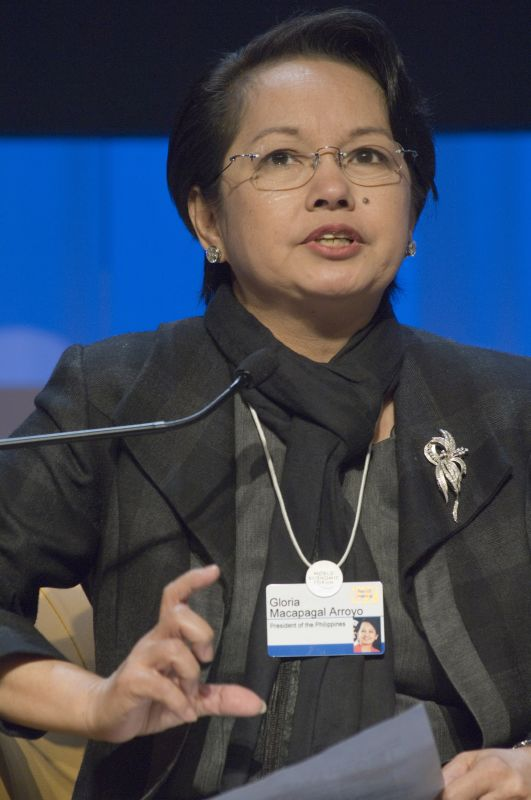
時任菲律賓副總統格洛丽亚·马卡帕加尔·阿罗约

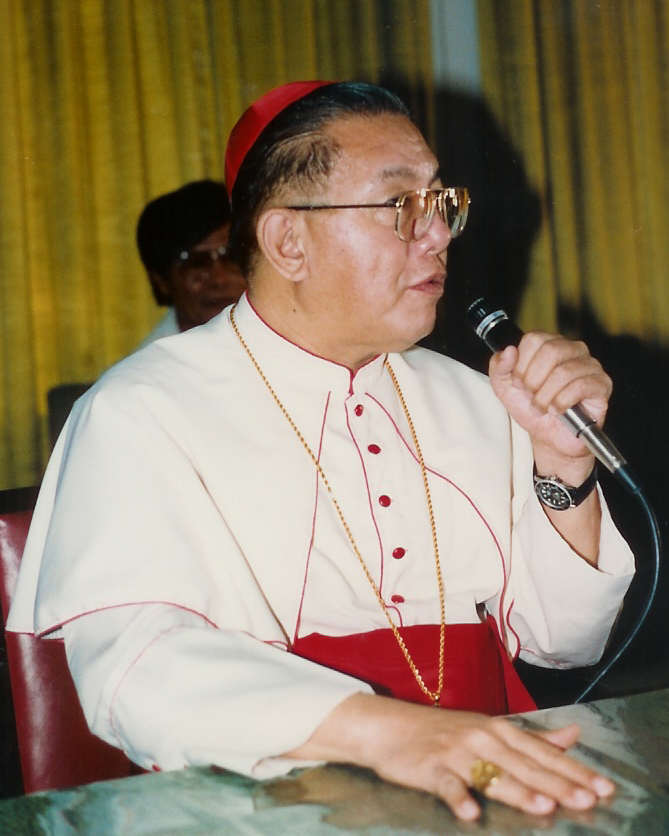
時任天主教馬尼拉總教區總主教辛海梅樞機

第二次人民力量革命（Second People Power Revolution）是2001年1月由菲律賓人民、時任天主教馬尼拉總教區總主教辛海梅樞機、時任菲律賓副總統格洛丽亚·马卡帕加尔·阿罗约、菲律賓軍方及內閣成員等拒絕繼續支持被控貪腐的菲律賓總統艾斯特拉達而合力逼迫其於1月20日辭職下臺的革命。由於這次革命與1986年的第一次人民力量革命同樣發生於菲律賓國家首都區桑托斯大道（Epifanio de los Santos Avenue）而被稱為「桑托斯大道革命2」（EDSA Revolution of 2001或EDSA II）。
雖然包括美國在內的外國立即承認雅羅育繼任總統的合法性，部分外國評論將這場革命形容為「正當法律程序遭擊敗」、「暴民統治」、「事實上的政變」。部份示威群眾也表達不希望由副總統艾若育繼任。菲國軍方撤回對總統支持之舉被一些分析者視為不合憲，但菲國最高法院在最後一刻判決「人民福祉是最高法則」以合法化這次事件。

## 經過
2000年10月4日，總統艾斯特拉達的長期友人南伊羅戈省省長公開指控艾斯特拉達及其親友收受來源非法的數百萬菲律賓披索，此後陸續出現其他指控。兩位前總統柯拉蓉·艾奎諾與菲德爾·羅慕斯及副總統艾若育都呼籲他辭職，後者並辭去社會福利與發展部部長一職。樞機主教辛海棉與菲律賓天主教主教會議也發表聲明確信艾斯特拉達已喪失統治的道德權威。越來越多閣員辭職、執政黨國會議員退黨。
11月13日，菲國眾議院議長將有115位議員簽署的彈劾文發送參議院。由21名參議員宣誓成為法官、最高法院院長擔任主席的審判庭於20日正式成立，12月7日開始審理。審判經由電視每日播出，高居當時收視率冠軍。